# Austrolimnophila albocoxalis
Austrolimnophila albocoxalis är en tvåvingeart som först beskrevs av Alexander 1934.  Austrolimnophila albocoxalis ingår i släktet Austrolimnophila och familjen småharkrankar.
Artens utbredningsområde är Zimbabwe. Inga underarter finns listade i Catalogue of Life.